# Casa Josep Molleras
La casa Josep Molleras és un edifici situat als carrers de Ferran, Pas de l'Ensenyança i del Call de Barcelona, catalogat com a bé cultural d'interès local.

## Història
En obrir-se el carrer de Ferran, l'Ajuntament de Barcelona va expropiar el 1847 una part de l'edifici al seu propietari, Josep Molleras i Ferrer, requerint-lo perquè enderroqués la part afectada. El 1849, l'arquitecte Miquel Garriga i Roca va ser l'encarregat de projectar un nou cos d'edifici amb façana al carrer de Ferran, acabat el 1852 (la data és a una porta interior del vestíbul).
El 1881, el mestre d'obres Josep Marimon i Cot va reformar-ne els baixos per a unir-los amb l'edifici del carrer del Call, substituint el vell mur de càrrega per una estructura metàl·lica de fosa.

## Descripció
Consta de planta baixa i quatre pisos, amb un terrat transitable. La planta baixa està habilitada com a espai comercial i actualment són diversos els negocis que comparteixen aquest nivell; la resta de plantes en canvi, són habitatges.
La façana del carrer del Call disposa d'un doble frontis, ja que una part queda lleugerament endarrerida respecte de la línia del carrer. Disposa a la planta baixa de dues obertures que es corresponen amb els espais comercials i de les quals, només una d'elles sembla formar part del projecte arquitectònic del segle xviii. Aquesta porta barroca es caracteritza per la seva composició a base de carreus de pedra i la llinda recta amb grans dovelles. La resta de nivells es caracteritzen per la presència de balcons en voladís en cadascuna de les obertures (dues per planta) a excepció del darrer pis, on és un balcó ampitat.
La característica principal d'aquestes és, per una banda la reducció de l'alçada cap als nivells superiors de tal forma que, l'alçada de les finestres del primer pis són gairebé el doble de les del quart. Aquesta major rellevància estructural dels pisos inferiors és visible també al tractament dels balcons, els voladissos dels quals es van reduint fins que al darrer pis, no existeix, i l'obertura s'organitza com un balcó ampitat a plom amb la façana. Els balcons es caracteritzen per la seva estructura i el sistema d'ancoratge al mur, a través d'uns perfils metàl·lics que s'encasten en el gruix del parament. Aquests perfils permeten generar una estructura en volada en la que es disposa un paviment a base de rajola i morter de calç i que presenta com característica més rellevant les rajoles inferiors, visibles des del carrer que disposen d'una decoració molt particular, sistematitzada en l'arquitectura barcelonina del segle xviii. Es tracta d'unes rajoles quadrades amb dos colors en aquest cas verd i groc (tot i que el més habitual és verd o blau i blanc) que es disposen formant dos triangles, de tal forma que la seva combinació permet crear diferents acabaments decoratius geomètrics. La barana dels balcons també presenta una configuració molt característica d'aquest model de balcó barroc, amb barrots llisos que es combinen amb d'altres helicoidals disposats a la part central i als angles. Pel que fa a la part que es troba retirada respecte de la línia del carrer, es manté una composició molt similar en les obertures, amb una línia d'obertures amb balcons i altre amb finestres, que redueixen la seva alçada cap als nivells superiors.
La façana del carrer de l'Ensenyança presenta una composició lleugerament diferent, amb un cos de finestres rectangulars i de petites dimensions que queda flanquejat per altres amb balcons. A diferència de la del carrer del Call, únicament el primer pis disposa d'un balcó en voladís, mentre que la resta de plantes presenten un balcó ampitat, integrat en el plom de la façana. Però l'element més emblemàtic és precisament la finestra amb arc conopial i dues mènsules amb caps humans esculpits al primer pis, cap a la banda del carrer de Ferran, pròpia del segle xvi i que recorda altres exemples del carrer de Montcada.
El cos del carrer de Ferran disposa de dos frontis, un cap a aquest carrer i un altre més petit al carrer de l'Ensenyança. La planta baixa disposa de grans obertures que es corresponen amb els espais comercials localitzats a aquesta banda de la finca. A sobre d'aquest nivell, es desenvolupa un pis intermedi d'entresòl (molt habitual en l'arquitectura de la segona meitat del segle xix) que s'obre a la façana a través d'un arc de mig punt que enllacen amb l'obertura dels aparadors de la planta baixa, donant unitat a aquesta zona inferior de la façana i proporcionant-li al mateix temps una major alçada visualment. El primer pis es caracteritza per la presència d'un balcó corregut de llosana de pedra i barana de ferro decorada que es desenvolupa també al cantó de la façana i arriba al frontis lateral del carrer de l'Ensenyança. Els dos pisos següents tenen balcons individuals i amb aplada decreixent amb l'alçada. Hi ha unes grans pilastres amb fust esculpit i capitell corinti que conformen unes franges verticals que emmarquen les finestres. El fust emmarca el primer i segon pis, mentre que el capitell de la pilastra queda a cota del balcó del tercer nivell, creant així una mena de cornisa a partir de la qual es desenvolupa el darrer pis, coronat amb una barana de pedra amb balustres.